# Chrysonotomyia multitincta
Chrysonotomyia multitincta är en stekelart som beskrevs av Christer Hansson 2004. Chrysonotomyia multitincta ingår i släktet Chrysonotomyia och familjen finglanssteklar.
Artens utbredningsområde är Costa Rica. Inga underarter finns listade i Catalogue of Life.